# 小行星6419
小行星6419（英語：6419 Susono）是一颗围绕太阳公转的小行星。1993年12月7日，秋山万喜夫、古田俊正在裾野市发现了此天体。
这颗小行星的绝对星等为74.87438502620068等。